# Claus Keller
Claus Keller war ein deutscher Kirchenlieddichter, der vermutlich reformiert war. Er dichtete zwei geistliche Lieder, die sich im Gesangbuch der Stadt Straßburg von 1537 finden. Von dort wurden sie weiter verbreitet nach Lüneburg und Magdeburg.

## Werke
- Dancksagung nach gehaltnem Nachtmal des Herrn
- O Gott, Lob, Dank sei dir gesagt, daß wir zusammen sind kommen